# Dodge C-Series
Dodge C-Series – samochód dostawczo-osobowy klasy wyższej produkowany pod amerykańską marką Dodge w latach 1954 – 1960. 

## Historia i opis modelu

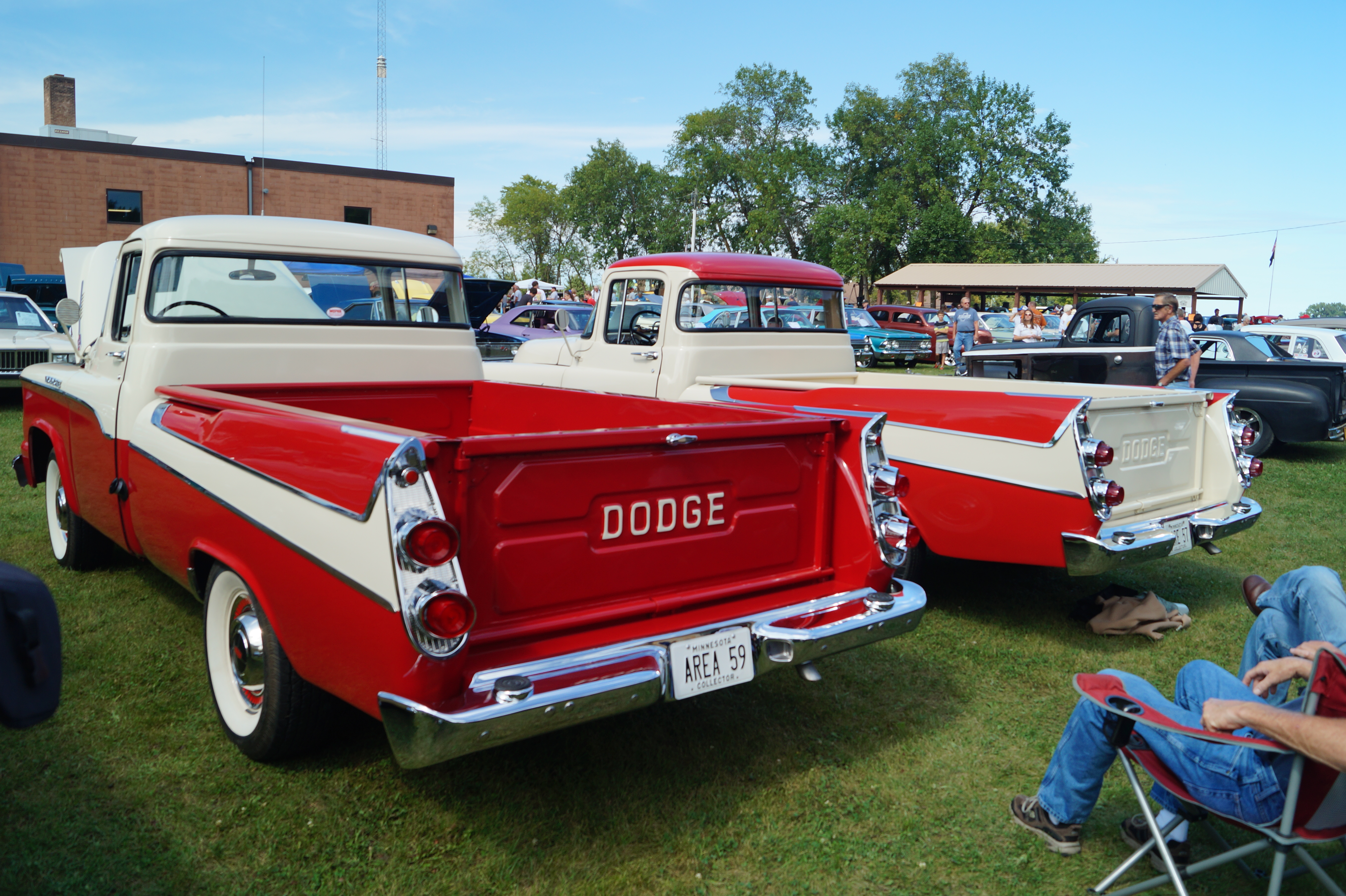
Dodge C-Series - tył

W 1954 roku Dodge zaprezentował następcę dla modelu B-Series, opracowanego na zupełnie nowej platformie. Samochód stał się wyraźnie większy od poprzednika, zyskując dłuższy rozstaw osi i bardziej kanciastą sylwetkę. Wraz z nową platformą, Dodge poszerzył paletę dostępnych wariantów nadwoziowych i wersji silnikowych.

### LFC
Cięższe warianty C-Series wyposażone m.in. w podwójne tylne opony i większą dopuszczalną masę całkowitą nie były jedynymi modelami wywodzącymi się z pickupa Dodge. Na bazie tego samochodu producent zbudował także serię pojazdów ciężarowych o różnych długościach nadwozia i wariantach zabudowy.

### Silnik
- L6 3.8l
- V8 5.2l
- V8 5.2l
- V8 5.4l